# مبرهنة مونج

مبرهنة مونج: ملتقيات أزواج المستقيمات: الحمراء، الخضراء والزرقاء مُتسامتة (على الخط الأسود).

في الهندسة الرياضية، تنصُّ مبرهنة مونج (بالإنجليزية: Monge's theorem)‏، نسبةً إلى غاسبار مونج، على أنَّ لأيِّ 3 دوائر في المستوى لا تقع إحداهن داخل الأخرى تماماً، فإن ملتقيات أزواج المماسات المشتركة الخارجية لها متسامتة.

## البرهان
بالإمكان إثبات مبرهنة مونج باستعمال مبرهنة ديزارغ وكذلك بمبرهنة مينيلاوس، حيث تُحسَب النسب الداخلة في المبرهنة باستعمال بدلالة أشعة الدوائر.